# 尼古拉·伊格纳托夫
尼古拉·格里戈里耶维奇·伊格纳托夫，（俄语：Николай Григорьевич Игнатов，1901年5月3日（16日）—1966年11月14日），苏联党和国家领导人。曾任联共（布）古比雪夫州、奥廖尔州、克拉斯诺达尔边疆区党委第一书记；苏共列宁格勒市委第一书记；苏共沃罗涅日州、高尔基州委第一书记；苏共中央书记处书记；俄罗斯苏维埃联邦社会主义共和国最高苏维埃主席团主席；苏联部长会议第一副主席；苏联采购部长、国家采购委员会主席等职务。

## 生平
- 1901年5月6日（格里历：5月13日）生于顿河州顿河州霍佩尔区蒂什斯卡亚村的一个木匠家庭。1912年毕业于家乡小学。
- 1914年3月-1916年5月，在家乡做木匠。
- 1916年5月-1917年12月，霍佩尔区乌留平斯克镇马尔可夫农机厂木匠。
- 1917年12月-1918年6月，霍佩尔区塔马金赤卫队士兵。
- 1918年6月-1919年1月，红军第1乌克兰旅士兵。
- 1919年1月-1920年1月，红军第36步兵师第324团士兵，参加苏俄内战。
- 1920年1月-10月，军事技术学院学习。1920年加入共青团。
- 1920年10月-1921年5月，第30工兵师水利工程师。
- 1921年5月-1923年7月，契卡顿河州乌留平斯克工作人员。
- 1923年7月-1926年1月，契卡第11骑兵师驻中亚特种技术处长。1924年9月加入俄共（布）。
- 1926年1月-1927年7月，乌兹别克苏维埃社会主义共和国布哈拉市国家政治保卫总局专员。
- 1927年7月-1929年7月，新布哈拉市国家政治保卫总局地区部门负责人。负责镇压哥萨克、民族主义者和巴斯马奇分子等反革命势力。
- 1929年7月-1932年5月，国家政治保卫总局驻中亚代表处代表兼联共（布）国家政治保卫总局驻中亚代表处党组书记。
- 1932年5月-10月，莫斯科市国家政治保卫总局工作人员。
- 1932年10月-1934年8月，联共（布）中央马列主义培训班学习。
- 1934年8月-1937年5月，任联共（布）列宁格勒戈什纳克工厂党委书记。
- 1937年5月-8月，联共（布）列宁格勒市列宁区委第一书记。
- 1937年8月-1938年1月，联共（布）古比雪夫州委第二书记。
- 1938年1月-6月，联共（布）古比雪夫州委代理第一书记。
- 1938年6月-1940年8月，联共（布）古比雪夫州委第一书记。
- 1940年9月-1941年8月，联共（布）奥廖尔州委机械部长。
- 1941年8月-1942年9月，联共（布）奥廖尔州委第三书记。
- 1942年9月-1944年7月，联共（布）奥廖尔州委第二书记。他负责领导当地游击作战。
- 1944年7月-1948年11月，联共（布）奥廖尔州委第一书记。
- 1948年12月-1949年3月，联共（布）中央党校培训班学习。
- 1949年3月-1952年10月，联共（布）克拉斯诺达尔边疆区委第一书记。
- 1952年10月-1953年3月，苏共中央书记处书记。期间，1952年12月-1953年3月，苏联采购部部长。
- 1953年4月-11月，苏共列宁格勒州委第二书记兼列宁格勒市委第一书记。
- 1953年11月-1954年1月，苏共中央监察委员会巡视员。
- 1954年1月-1955年10月，苏共沃罗涅日州委第一书记。
- 1955年10月-1957年12月，苏共高尔基州委第一书记。
- 1957年12月-1960年5月，苏共中央书记处书记。期间，1959年4月-11月，俄罗斯苏维埃联邦社会主义共和国最高苏维埃主席团主席。
- 1960年5月-1962年12月，苏联部长会议副主席。期间，1961年2月-1962年12月，苏联部长会议国家采购委员会主席。1962年4月-12月，苏联农业协会联合会主席。
- 1962年12月-1966年11月，俄罗斯苏维埃联邦社会主义共和国最高苏维埃主席团主席。期间，1963年12月-1966年11月，苏联最高苏维埃主席团副主席。
- 1966年11月14日于莫斯科逝世，享年65岁。葬于克里姆林宫红场墓园。

伊格纳托夫是联共（布）18大、第18次代表会议、苏共19-23大代表；第19届中央主席团（政治局）候补委员、第20-21届中央主席团委员；第18届中央候补委员，第19-22届中央委员；第1-7届苏联最高苏维埃联盟院代表；第5-6届俄罗斯苏维埃联邦社会主义共和国最高苏维埃代表。

## 荣誉
- 社会主义劳动英雄称号（1961）
- 三次列宁勋章（1946,1957,1961）
- 劳动红旗勋章（1951）
- 一级卫国战争勋章（1945）
- 劳动英勇奖章（1959）
- 一级卫国战争游击队员奖章